# Колозубы
Колозу́бы (бел. Калазу́бы) — агрогородок в юго-западной части Белоруссии, в Пружанском районе, Брестской области. Средняя высота над уровнем моря 175 метров. Расположена деревня между г.п. Ружаны и г. Коссово, у автодороги Р-44 Гродно — Ружаны — Ивацевичи. Почтовый индекс 225152.
Деревня увенчана двумя красивыми водоёмами: озером Старым и озером Новым, где в изобилии водятся карась, щука, линь, плотва, окунь, карп.
Своё название деревня получила согласно легенде: когда-то давно в деревне была кузница, в которой ковали сельскохозяйственный инвентарь, рабочие органы для борон, плуга, повозок и т. д. На белорусском языке «кола» и «зубы» наиболее точно указывали на деревню с кузницей, поэтому она и получила название Колозубы.
В настоящее время (2012 год) в деревне насчитывается порядка 100 домов. Часть из них нежилые. Численность населения деревни — 162 человека (2019). Как и у большинства деревень Беларуси существует проблема оттока молодежи в города. В советское время деревня Колозубы была центральной усадьбой колхоза «1-е МАЯ». Слава об успехах хозяйства гремела на всю Брестскую область.
С 2008 года деревня Колозубы является центральной усадьбой отделения «Маевское» ОАО «Ружаны-Агро».
Сейчас производится глубокая модернизация сельскохозяйственного комплекса деревни: построен современный молочно-товарный комплекс на 1100 голов дойного стада, зерносушилка, комбикормовый завод. В деревне за последние годы претерпели капитальный ремонт и реконструкцию Дом культуры, магазин, гостиница, столовая, почтовое отделение.